# Lars-Olav Beier
Lars-Olav Beier (* 1965 in Bielefeld) ist ein deutscher Journalist, Filmkritiker und Sachbuchautor.

## Leben
Beiers Familie stammt ursprünglich aus Magdeburg, verließ aber noch vor seiner Geburt die DDR. Beier wuchs in Oelde im Münsterland auf. Er hat eine ältere Schwester.
Beier studierte Theaterwissenschaft und Philosophie. Er ist Redakteur im Kulturressort des Spiegel. Beier schrieb auch für die FAZ, Steadycam, Filmbulletin – Zeitschrift für Film und Kino, tip und Focus.
Als Autor oder Herausgeber veröffentlichte er Sachbücher über Filmschaffende wie Sophia Loren, Robert Wise, Clint Eastwood, Arthur Penn, Stanley Kubrick und Alfred Hitchcock. Er verfasste außerdem das Drehbuch zu Mennan Yapos Thriller Lautlos (2004). 
Seit dem Jahr 2009 ist Beier jährlich Mitglied der Jury des Deutschen Hörfilmpreises.

## Werke
- Lars-Olav Beier, Gerhard Midding: Stars des Neuen Hollywood. Berlin, Henschel, 1991, ISBN 978-3-362-00536-4.
- Lars-Olav Beier, Gerhard Midding: Teamwork in der Traumfabrik: Werkstattgespräche. Berlin, Henschel, 1993, ISBN 978-3-89487-179-6.
- Lars-Olav Beier (Hrsg.): Sophia Loren: hommage. herausgegeben von der Stiftung Deutsche Kinemathek, Berlin, Henschel, 1994, ISBN 978-3-89487-203-8.
- Lars-Olav Beier (Hrsg.): Der unbestechliche Blick: Robert Wise und seine Filme. Berlin, Bertz, 1996, ISBN 978-3-929470-10-9.
- Gerhard Midding, Frank Schnelle (Hrsg.). Mit Beiträgen von Lars-Olav Beier: Clint Eastwood: der konservative Rebell. Stuttgart, Wiedleroither, 1996, ISBN 978-3-923990-02-3.
- Lars-Olav Beier, Robert Müller (Hrsg.): Arthur Penn. Berlin, Bertz, 1998, ISBN 978-3-929470-73-4.
- Lars-Olav Beier, Georg Seeßlen (Hrsg.): Alfred Hitchcock. Berlin, Bertz, 1999, ISBN 978-3-929470-76-5.